# Список наиболее массивных чёрных дыр

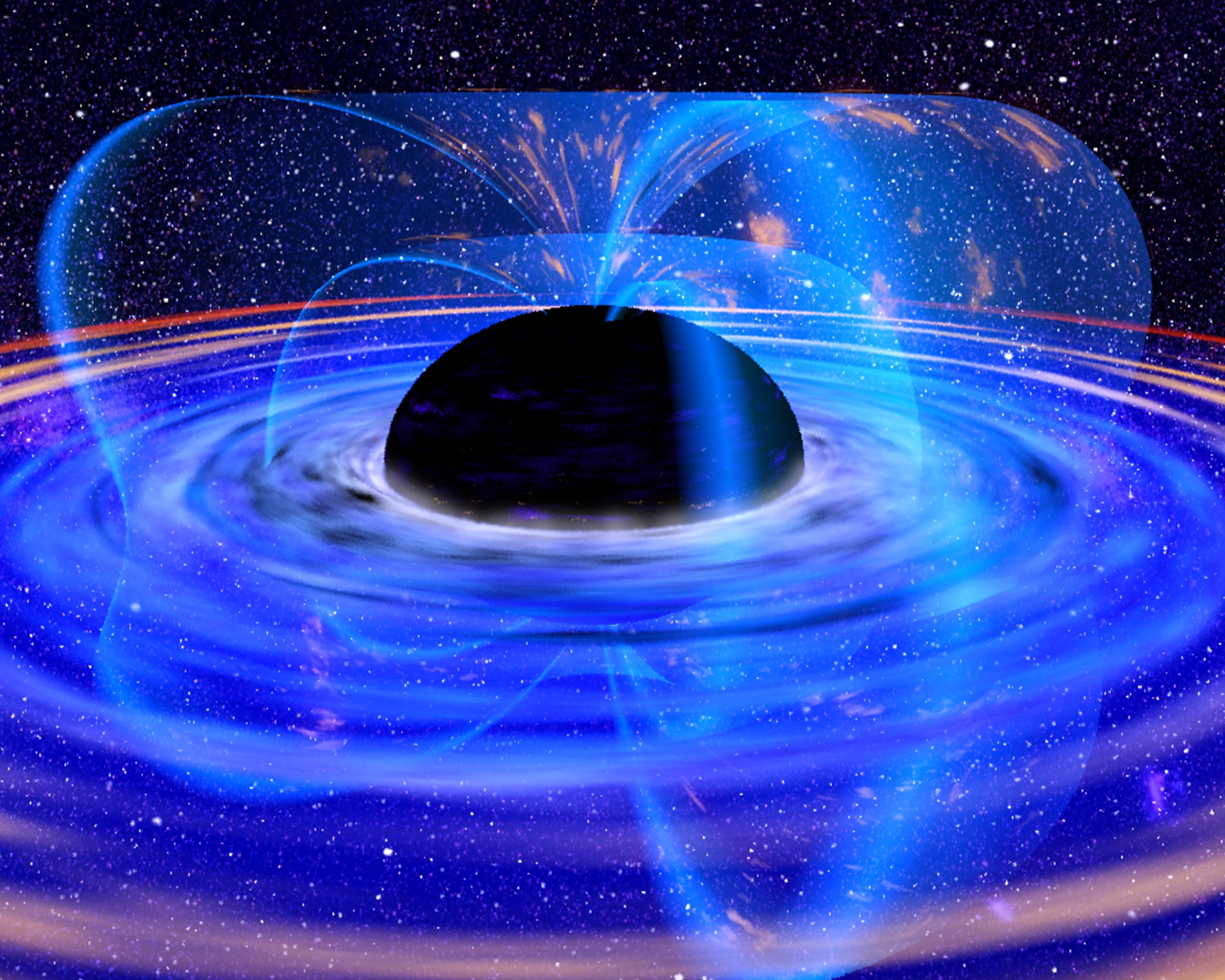
Процесс поглощения сверхмассивной чёрной дырой вещества аккреционного диска в представлении художника.

Ниже представлен упорядоченный список наиболее массивных чёрных дыр, известных на настоящий момент (и возможные кандидаты); массы объектов выражены в массах Солнца (около 2⋅1030 кг).

## Введение
Сверхмассивная чёрная дыра (СМЧД) представляет собой крупнейшую разновидность чёрной дыры массой от сотен тысяч до миллиардов масс Солнца; такие объекты, предположительно, существуют в центральных областях почти всех массивных галактик. Динамическое свидетельство наличия СМЧД существует только для нескольких галактик: Млечного Пути, Галактики Андромеды и её спутника M32, а также нескольких галактик за пределами Местной группы, например NGC 4395. В таких галактиках среднеквадратические скорости звёзд или газа растут как ~1/r вблизи центра, что свидетельствует в пользу существования центральной очень концентрированной (точечной) массы. Во всех других галактиках, наблюдавшихся по настоящее время (2019 год), графики среднеквадратических скоростей имеют плоский вид или даже понижаются к центру, что не позволяет уверенно заявлять о наличии сверхмассивной чёрной дыры. Тем не менее, обычно предполагается, что центральные области практически всех галактик содержат сверхмассивные чёрные дыры. Причиной подобного предположения является отношение M–сигма, тесное соотношение между массой чёрной дыры в ~10 галактиках при точном определении параметров и дисперсией скоростей звёзд в балджах этих галактик. Хотя полученная корреляция основана на малом числе галактик, но она позволяет получить связь между параметрами формирования чёрной дыры и самой галактики.
Хотя считается, что СМЧД существуют почти во всех массивных галактиках, очень массивных чёрных дыр мало; на настоящий момент (2019 год) известно лишь несколько десятков. Определить массу конкретной СМЧД очень сложно, поэтому данная область исследования пока остаётся открытой. СМЧД с известными массами принадлежат галактикам сверхскопления Ланиакея и находятся в активных ядрах галактик.
Другой сложностью является выбор метода определения массы. Такие методы, как реверберационный метод для областей излучения в широких линиях, метод Доплера, измерение дисперсии скоростей и отношение M-сигма, могут давать различные оценки массы и даже противоречить один другому.
В представленном ниже списке приведены сверхмассивные чёрные дыры с известными массами, оцененными по крайней мере с точностью до порядка величины. У некоторых объектов представлены две ссылки, как у 3C 273; одна оценка массы взята из работы Брэдли М. Петерсона и др. по данным BLRM-метода, другая взята из работы Чарльза Нельсона по данным в линии [OIII]λ5007 и дисперсии скоростей. Отметим, что список очень далёк от полного, поскольку Sloan Digital Sky Survey (SDSS) открыл около 200,000 квазаров, которые также могут содержать внутри себя чёрные дыры с массами миллиард масс Солнца. Также существует несколько сотен работ по установлению масс СМЧД, не вошедшие в список. Несмотря на это, большая часть СМЧД с массой более миллиарда масс Солнца включена в список. Также в список попали галактики из каталога Мессье с известными массами чёрных дыр.

## Список
Перечисленные чёрные дыры обладают недостаточно точными оценками массы; оценки, полученные разными методами, носят в себе различные систематические ошибки.
| Название                                                     | Масса Солнца (Солнце = 1)           | Примечания |
| ------------------------------------------------------------ | ----------------------------------- | --- |
| SDSS J140821.67+025733.2                                     | 1,96⋅1011                           | Диаметр Шварцшильда составляет 1.17 триллиона километров. Масса не подтверждена. |
| Phoenix A                                                    | 1⋅1011                              | Рассчитано с использованием калориметрической модели адиабатического поведения отрастания ядра и предполагаемой модели ядра-Серса, равной n=4. Это согласуется с эволюционным моделированием аккреции газа и профилями динамики и плотности галактики. Ультрамассивная чёрная дыра массой 100 млрд масс Солнца. Масса не была измерена непосредственно. |
| TON 618                                                      | 6,6⋅1010                            | Ультрамассивная чёрная дыра массой 66 млрд масс Солнца, расположенная в одноимённой галактике. |
| TCI                                                          | 6,6⋅1010                            | Оценка по данным излучения квазара в линии Hβ. |
| 4C +74.13                                                    | (5,13+9,66 −3,35)⋅1010              | Привела колоссальный взрыв АЯГ после накопления 600 миллионов солнечных масс вещества. |
| IC 1101                                                      | (4−10)⋅1010                         | Оценка по данным о свойствах галактики; напрямую масса не измерялась. |
| S5 0014+81                                                   | 4⋅1010                              | В статье 2010 года предполагается, что воронка из вещества коллимирует излучение вокруг оси джета, это приводит к иллюзии увеличения яркости, из-за чего полученная оценка массы СМЧД оказывается завышенной. |
| SDSS J102325.31+514251.0                                     | (3,31 ± 0,61)⋅1010                  | Оценка по данным о корреляции линий MgII в спектре квазара. |
| H1821+643                                                    | 3⋅1010                              | Ближайшее скопление галактик с квазаром в ядре. |
| NGC 6166                                                     | 3⋅1010                              | |
| APM 08279+5255                                               | 2,3⋅1010 (1,0+0,17 −0,13)⋅1010      | Оценки на основе ширины линии CO вращающегося молекулярного газа, и реверберационного метода для линий излучения SiIV и CIV. |
| NGC 4889                                                     | (2,1 ± 1,6)⋅1010                    | Указано наилучшее значение: оценки разнятся от 6 млрд до 37 млрд M⊙ |
| Центральная чёрная дыра скопления Феникса                    | (2−10)⋅1010                         | Масса чёрной дыры постепенно растёт со скоростью ~60 M⊙ в год. |
| SDSS J074521.78+734336.1                                     | (1,95 ± 0,05)⋅1010                  | Оценка по данным о корреляции линий MgII в спектре квазара. |
| OJ 287 главная                                               | 1,8⋅1010                            | Вокруг данной СМЧД вращается чёрная дыра массой 100 млн M⊙ с периодом 12 лет (см. ниже OJ 287 вторая). Но эта оценка имеет малую точность из-за ограниченного количества и точности наблюдений орбиты компаньона. |
| NGC 1600                                                     | (1,7 ± 0,15)⋅1010                   | Неожиданно массивная СМЧД для своего местоположения: в эллиптической галактике в слабо населённой области. |
| SDSS J08019.69+373047.3                                      | (1,51 ± 0,31)⋅1010                  | Оценка по данным о корреляции линий MgII в спектре квазара. |
| SDSS J115954.33+201921.1                                     | (1,41 ± 0,10)⋅1010                  | Оценка по данным о корреляции линий MgII в спектре квазара. |
| SDSS J075303.34+423130.8                                     | (1,38 ± 0,03)⋅1010                  | Оценка по данным о корреляции линий Hβ в спектре квазара. |
| SDSS J080430.56+542041.1                                     | (1,35 ± 0,22)⋅1010                  | Оценка по данным о корреляции линий MgII в спектре квазара. |
| Abell 1201 BCG                                               | (1,3 ± 0,6)⋅1010                    | Оценка по данным метода сильного гравитационного линзирования фоновой галактики за ярчайшей галактикой скопления. Между определением массы и профиля распределения тёмной материи есть некоторые разногласия. |
| SDSS J0100+2802                                              | (1,24 ± 0,19)⋅1010                  | Оценка по данным о корреляции линий MgII в спектре квазара. Объект возник на ранних этапах эволюции Вселенной (космологическое красное смещение 6,30). |
| SDSS J081855.77+095848.0                                     | (1,20 ± 0,06)⋅1010                  | Оценка по данным о корреляции линий MgII в спектре квазара. |
| NGC 1270                                                     | 1,2⋅1010                            | Эллиптическая галактика в скоплении Персея. Активное ядро галактики с низкой светимостью. |
| SDSS J082535.19+512706.3                                     | (1,12 ± 0,20)⋅1010                  | Оценка по данным о линии Hβ |
| SDSS J013127.34-032100.1                                     | (1,1 ± 0,2)⋅1010                    | Оценка по моделированию спектра аккреционного диска. |
| PSO J334.2028+01.4075                                        | 1⋅1010                              | В системе присутствуют две чёрные дыры, обращающиеся друг вокруг друга по тесной орбите с периодом 542 дня. Информация представлена о более массивной чёрной дыре, масса меньшего компонента не определена. |
| Чёрная дыра в центре эллиптической галактики RX J1532.9+3021 | 1⋅1010                              | |
| QSO B2126-158                                                | 1⋅1010                              | |
| Holmberg 15A                                                 | 1⋅1010                              | Оценка массы находится в пределах от ~310 млрд M⊙ до 3 млрд M⊙. Значения основаны на эмпирических масштабных соотношениях, то есть получены экстраполированием и не опираются на данные о кинематике. |
| NGC 1281                                                     | 1⋅1010                              | Компактная эллиптическая галактика в скоплении Персея. Оценка массы находится в пределах от 10 млрд M⊙ до <5 млрд M⊙ |
| SDSS J015741.57-010629.6                                     | (9,8 ± 1,4)⋅109                     | |
| NGC 3842                                                     | (9,7+3,0 −2,5)⋅109                  | Ярчайшая галактика в скоплении Льва |
| SDSS J230301.45-093930.7                                     | (9,12 ± 0,88)⋅109                   | Оценка по данным о корреляции линий MgII в спектре квазара. |
| SDSS J075819.70+202300.9                                     | (7,8 ± 3,9)⋅109                     | Оценка по данным о линии Hβ |
| CID-947                                                      | (6,9+0,8 −1,2)⋅109                  | Составляет 10% от полной массы галактики. Оценка по данным о корреляции линий Hβ в спектре квазара. |
| SDSS J080956.02+502000.9                                     | (6,46 ± 0,45)⋅109                   | Оценка по данным о корреляции линий Hβ в спектре квазара. |
| SDSS J014214.75+002324.2                                     | (6,31 ± 1,16)⋅109                   | Оценка по данным о корреляции линий MgII в спектре квазара. |
| Мессье 87 "Powehi"                                           | (7,22+0,34 −0,40)⋅109 6,3e9         | Центральная галактика скопления Девы; примечательна наличием релятивистской струи протяжённостью 4300 световых лет. |
| NGC 5419                                                     | (7,2+2,7 −1,9)⋅109                  | Оценка по данным о скорости звёздного населения. Вторая СМЧД-спутник может обращаться вокруг главного компонента на расстоянии около 70 парсеков. |
| SDSS J025905.63+001121.9                                     | (5,25 ± 0,73)⋅109                   | Оценка по данным о корреляции линий Hβ в спектре квазара. |
| SDSS J094202.04+042244.5                                     | (5,13 ± 0,71)⋅109                   | Оценка по данным о корреляции линий Hβ в спектре квазара. |
| QSO B0746+254                                                | 5⋅109                               | |
| QSO B2149-306                                                | 5⋅109                               | |
| SDSS J090033.50+421547.0                                     | (4,7 ± 0,2)⋅109                     | Оценка по данным о корреляции линий MgII в спектре квазара. |
| Мессье 60                                                    | (4,5 ± 1,0)⋅109                     | |
| SDSS J011521.20+152453.3                                     | (4,1 ± 2,4)⋅109                     | Оценка по данным о корреляции линий Hβ в спектре квазара. |
| QSO B0222+185                                                | 4⋅109                               | |
| Геркулес А (3C 348)                                          | 4⋅109                               | Примечательна наличием джета протяженностью миллион световых лет. |
| Abell 1836-BCG                                               | (3,61+0,41 −0,50)⋅109               | |
| SDSS J213023.61+122252.0                                     | (3,5 ± 0,2)⋅109                     | Оценка по данным о корреляции линий Hβ в спектре квазара. |
| SDSS J173352.23+540030.4                                     | (3,4 ± 0,4)⋅109                     | Оценка по данным о корреляции линий MgII в спектре квазара. |
| SDSS J025021.76-075749.9                                     | (3,1 ± 0,6)⋅109                     | Оценка по данным о корреляции линий MgII в спектре квазара. |
| NGC 1271                                                     | (3,0+1,0 −1,1)⋅109                  | Компактная эллиптическая или линзовидная галактика в скоплении Персея. |
| SDSS J030341.04-002321.9                                     | (3,0 ± 0,4)⋅109                     | Оценка по данным о корреляции линий MgII в спектре квазара. |
| QSO B0836+710                                                | 3⋅109                               | |
| SDSS J224956.08+000218.0                                     | (2,63 ± 1,21)⋅109                   | Оценка по данным о корреляции линий MgII в спектре квазара. |
| SDSS J030449.85-000813.4                                     | (2,4 ± 0,50)⋅109                    | Оценка по данным о корреляции линий Hβ в спектре квазара. |
| SDSS J234625.66-001600.4                                     | (2,24 ± 0,15)⋅109                   | Оценка по данным о корреляции линий Hβ в спектре квазара. |
| ULAS J1120+0641                                              | 2⋅109                               | Далёкий квазар, [z]=7,085 |
| QSO 0537-286                                                 | 2⋅109                               | |
| NGC 3115                                                     | 2⋅109                               | |
| Q0906+6930                                                   | 2⋅109                               | Далёкий блазар, [z] = 5,47 |
| QSO B0805+614                                                | 1,5⋅109                             | |
| Мессье 84                                                    | 1,5⋅109                             | |
| Abell 3565-BCG                                               | (1,34+0,21 −0,19)⋅109               | |
| NGC 7768                                                     | (1,3+0,5 −0,4)⋅109                  | |
| NGC 1277                                                     | 1,2⋅109                             | Первоначально считалось, что галактика содержит настолько массивную СМЧД, что это противоречит современным теориям формирования и эволюции галактик, повторный анализ данных снизил оценку массы почти втрое, а затем почти до одной десятой от первоначальной.                                                                                         |
| Чёрная дыра в центре эллиптической галактики MS 0735.6+7421  | 1⋅109                               | Создала гигантскую вспышку после аккреции 600 млн M⊙ вещества. В явном виде масса не известна; получен только нижний предел. Необходимо делать предположения о эффективности аккреции газа и мощности джета. |
| QSO B225155+2217                                             | 1⋅109                               | |
| QSO B1210+330                                                | 1⋅109                               | |
| NGC 6166                                                     | 1⋅109                               | Центральная галактика скопления Abell 2199; примечательна наличием релятивистской струи протяжённостью сто тысяч световых лет. |
| Лебедь A                                                     | 1⋅109                               | Ярчайший внесолнечный радиоисточник на небе Земли на частотах более 1 ГГц. |
| Галактика Сомбреро                                           | 1⋅109                               | Галактика с наибольшей болометрической светимостью в локальной области Вселенной; ближайшая СМЧД массой порядка миллиарда масс Солнца. |
| Маркарян 501                                                 | 9⋅108–3,4⋅109                       | Ярчайший объект на небе Земли в гамма-диапазоне. |
| PG 1426+015                                                  | (1,298 ± 0,385)⋅109 467 740 000     | |
| 3C 273                                                       | (8,86 ± 1,87)⋅108 550 000 000       | Ярчайший квазар на небе Земли |
| ULAS J1342+0928                                              | 8⋅108                               | Далёкий квазар, [z]=7,54 |
| Мессье 49                                                    | 5,6e8                               | |
| NGC 1399                                                     | 5⋅108                               | Центральная галактика скопления Печи |
| PG 0804+761                                                  | (6,93 ± 0,83)⋅108 190 550 000       | |
| PG 1617+175                                                  | (5,94 ± 1,38)⋅108 275 420 000       | |
| PG 1700+518                                                  | (7,81++1,82 −−1,65)⋅108 60 260 000  | |
| NGC 4261                                                     | 4⋅108                               | Примечательна наличием джета протяжённостью 88 000 световых лет. |
| PG 1307+085                                                  | (4,4 ± 1,23)⋅108 281 840 000        | |
| SAGE0536AGN                                                  | (3,5 ± 0,8)⋅108                     | Содержит 1,4% массы всей галактики |
| NGC 1275                                                     | 3,4⋅108                             | Центральная галактика скопления Печи |
| 3C 390.3                                                     | (2,87 ± 0,64)⋅108 338 840 000       | |
| II Zwicky 136                                                | (4,57 ± 0,55)⋅108 144 540 000       | |
| PG 0052+251                                                  | (3,69 ± 0,76)⋅108 218 780 000       | |
| Мессье 59                                                    | 2,7⋅108                             | Обладает ретроградным вращением. |
| PG 1411+442                                                  | (4,43 ± 1,46)⋅108 79 430 000        | |
| Маркарян 876                                                 | (2,79 ± 1,29)⋅108 240 000 000       | |
| Галактика Андромеды                                          | 2,3⋅108                             | Ближайшая галактика к Млечному Пути |
| PG 0953+414                                                  | (2,76 ± 0,59)⋅108 182 000 000       | |
| PG 0026+129                                                  | (3,93 ± 0,96)⋅108 53 700 000        | |
| Fairall 9                                                    | (2,55 ± 0,56)⋅108 79 430 000        | |
| Маркарян 1095                                                | (1,5 ± 0,19)⋅108 182 000 000        | |
| Мессье 105                                                   | 1,4⋅108–2⋅108                       | |
| Маркарян 509                                                 | (1,43 ± 0,12)⋅108 57 550 000        | |
| OJ 287 вторая                                                | 1⋅108                               | Меньшая из двух чёрных дыр, вращается вокруг OJ 287 главной |
| RX J124236.9-111935                                          | 1⋅108                               | По данным наблюдений обсерватории Чандра разрушает звезду приливным влиянием. |
| Мессье 85                                                    | 1⋅108                               | |
| NGC 5548                                                     | (6,71 ± 0,26)⋅107 123 000 000       | |
| PG 1211+143                                                  | (1,46 ± 0,44)⋅108 40 740 000        | |
| Мессье 88                                                    | 8⋅107                               | |
| Мессье 81 (Галактика Боде)                                   | 7⋅107                               | |
| Маркарян 771                                                 | (7,32 ± 3,52)⋅107 7,586⋅107         | |
| Мессье 58                                                    | 7⋅107                               | |
| PG 0844+349                                                  | (9,24 ± 3,81)⋅107 2,138⋅107         | |
| Центавр A                                                    | 5,5⋅107                             | Также примечательна наличием джета протяжённостью миллион световых лет. |
| Маркарян 79                                                  | (5,24 ± 1,44)⋅107 5,25⋅107          | |
| Мессье 96                                                    | 48 000 000                          | Оценки могут быть и не более 1,5 млн масс Солнца |
| Маркарян 817                                                 | (4,94 ± 0,77)⋅107 4,365⋅107         | |
| NGC 3227                                                     | (4,22 ± 2,14)⋅107 3,89⋅107          | |
| NGC 4151 главная                                             | 4⋅107                               | |
| 3C 120                                                       | (5,55++3,14 −−2,25)⋅107 2,29⋅107    | |
| Маркарян 279                                                 | (3,49 ± 0,92)⋅107 4,17⋅107          | |
| NGC 3516                                                     | (4,27 ± 1,46)⋅107 2,3⋅107           | |
| NGC 863                                                      | (4,75 ± 0,74)⋅107 1,77⋅107          | |
| Мессье 82 (Галактика Сигара)                                 | 3⋅107                               | Одна из первых известных галактик со вспышкой звездообразования. |
| Мессье 108                                                   | 2,4⋅107                             | |
| M60-UCD1                                                     | 2⋅107                               | Содержит 15% массы галактики. |
| NGC 3783                                                     | (2,98 ± 0,54)⋅107 9 300 000         | |
| Маркарян 110                                                 | (2,51 ± 0,61)⋅107 5 620 000         | |
| Маркарян 335                                                 | (1,42 ± 0,37)⋅107 6 310 000         | |
| NGC 4151 вторая                                              | 10 000 000                          | |
| NGC 7469                                                     | (12,2 ± 1,4)⋅106 6 460 000          | |
| IC 4329 A                                                    | (9,90++17,88 −−11,88)⋅106 5 010 000 | |
| NGC 4593                                                     | (5,36++9,37 −−6,95)⋅106 8 130 000   | |
| Мессье 61                                                    | 5⋅106                               | |
| Мессье 32                                                    | 1,5⋅106–5⋅106                       | Карликовая галактика-спутник Галактики Андромеды. |
| Стрелец A*                                                   | 4,3⋅106                             | Чёрная дыра в центре Млечного Пути. |
| Лев I*                                                       | 3⋅106                               | У учёных нет никаких объяснений того, как в карликовой сферической галактике появилась сверхмассивная чёрная дыра. |